# Chan Heung
Chan Heung (陈享) va ser un llegendari lluitador xinès i fundador del choy li fat (蔡李佛).

## Biografia
Va néixer el 1806, en el llogaret de King Mui 京梅 (Jing Mei) del districte de San Woi 新會 (Xin Hui), a la província de Canton (Guangdong) 廣東, la seva vida com a artista marcial va començar als 7 anys quan es va anar a viure amb el seu besoncle del llogaret Chan Yuen-Woo 陳遠護. Yuen Woo va ser un famós lluitador del llegendari del temple de Shaolin a Fujian 褔建, Xina, amb ell va aprendre Wushu, arribant a tal perfecció en la seva pràctica que a l'edat de 15 anys era capaç de vèncer a qualsevol que li reptés dels pobles propers.
A l'edat de 18 anys es fa deixeble de Lee Yau-San 李友山, que era deixeble del monjo Shaolin Ji Sin, i la seva habilitat posaria a prova tots els seus coneixements. Chan Heung, va atacar a Lee quan es retirava d'un estader i va tractar de tombar-ho, prenent-ho de la cintura. No obstant això, Lee amb la ment calmada va rebre l'atac, lleument va flexionar els seus genolls i va baixar el seu chi i el seu centre de gravetat. Chan Heung no va aconseguir moure a Lee. De seguida Lee va donar volta, va aixecar el seu peu per trepitjar i caminar al mateix temps a Chan Heung, i el va llançar a diversos metres d'ell, en aixecar-se Lee Yau-San li va preguntar amb curiositat perquè el va atacar, Chan Heung li va respondre que era la seva forma de presentar-se demostrant-li les seves habilitats i al seu torn, provant les de Lee Yau-San.
Lee Yau-San pocs dies després va parlar de Chan Heung, dient que com era possible que algú tan jove i fort com ell es desgastés en un dojo ensenyant, Chan Heung immediatament va renunciar a la seva labor i va començar a entrenar amb Lee Yau-San, durant els 4 anys següents va aprendre l'estil de la família Lee. Després viatjaria a la muntanya de Lau Fu 羅浮山 i es faria deixeble del monjo Choy Fook 蔡褔, també conegut com el monjo Herba Verda (Ching Chou) 青草, el qual li ensenyaria l'estil de la família Choy i tècniques en medicina Dit Da. Va practicar en primera instància deu anys amb aquest mestre, que en finalitzar els deu anys ja per poder partir li va explicar la seva història. Choy Fook li va revelar que venia del monestir de Fukien Shaolin. Quan estava allí, l'exèrcit de la dinastia Ching va convidar a 36 monjos del seu monestir per ajudar a suprimir la rebel·lió en el Tibet, que ja havia durat tres anys. En tres mesos els monjos van controlar la situació.
Observant els poders marcials dels monjos Shaolin, el govern de Ching els va convidar a unir-se com a monjos soldats, però aquests van rebutjar l'oferta. Llavors, tement una oposició futura, el govern va decidir erradicar l'orde monàstic Shaolin sencera, calant foc a tot el complex del temple. Això va ser el dia 25 de la setena lluna, en el dècim primer any de regnat de l'emperador Jung Jing.
Tots els monjos van perir, excepte sis. Choy Fook era un d'ells, però va escapar amb el seu cap cremant, quedant amb una cicatriu, arran de la qual el van anomenar “Cap cremat”; després va aconseguir arribar a la muntanya Law Fou a Kwatung, on es va amagar. Choy Fook també li va comentar que per ser un veritable deixeble Shaolin, deuria també que buscar el camí de Buda, així com aprendre medicina xinesa i “les sis bruixeries màgiques”. Escoltant això, Chang Heung va decidir quedar-se altres dos anys, fins que estigués llest per partir del monestir. Dotze anys després per fi Chan Heung va poder partir del temple, però abans de partir el monjo Choy Fook li va recomanar buscar al mestre Chin Tzo, conegut com el monjo de l'herba verda, perquè acabés la seva preparació.
Chang Heung va tornar al seu poble i decideix obrir una clínica i una escola marcial. Temps després, les seves noves obligacions no li permetien completar els seus entrenaments amb el mestre Chin Tzo. Llavors decideix enviar al seu millor alumne, Cheung Hung Sing, qui es va encaminar a Pak Pai per trobar al mestre Chin Tzo. Cheung Hung Sing aprendria llavors l'estil de la família Fat (Palma de Buda). Al retorn de Cheung Hung Sing a King Mui, Chang Heung juntament amb ell sintetitzen els coneixements apresos i creen posteriorment l'estil Choy Li Fat de Wushu.
Chan Heung va morir el 20 d'agost de 1875.